# Итальянская Ливия
Италья́нская Ли́вия (итал. Libia italiana) — колониальные владения Итальянского королевства на севере Африки.
На юге Итальянская Ливия граничила с французскими Чадом и Нигером, британским Суданом, на западе — с Французским Алжиром, на востоке — с Египтом.

## История
В результате победы Италии в итало-турецкой войне (1911—1912 годы) территория сегодняшней северной Ливии (Триполитания и Киренаика) перешла от Османской империи под власть Италии, которая создала здесь свою колонию, Итальянскую Северную Африку. Тем не менее, первые годы эти территории номинально оставались под османской юрисдикцией. Например, 5 мая 1915 года (ещё до того, как Италия объявила войну Османской империи после вступления в Первую мировую войну) султан назначил главу ордена сенуситов командующим мусульманскими силами в Ливии в ранге визиря.
В 1927 году были созданы отдельные колонии Киренаика и Триполитания, а в 1934 году они, а также территория Феццан, были объединены в Ливию. Турция только в 1934 году признала суверенитет Италии над территорией Ливии.
Территория Феццана не входила в состав османской Ливии. Её колонизацию итальянцы начали в 1912 году, захватив к 1914 году главный город Феццана — Мурзук. Тем не менее, их власть на юге Ливии вплоть до начала 1930-х годов была достаточно слабой. Киренаика первые годы интенсивно сопротивлялась итальянским колонизаторам, и в 1917 году её лидер Мухаммед Идрис аль-Махди ас-Сенуси заключил с итальянцами соглашение об автономии территории, которое давало ей значительную самостоятельность во внутренних делах и которое было приостановлено в 1923 году, вскоре после прихода к власти в Италии фашистов во главе с Бенито Муссолини. Колония расширилась после территориальной уступки со стороны Судана (британской колонии) и Египта. В 1935 году было подписано соглашение Муссолини-Лаваля, в результате которого Италия получила полосу Аузу.
После оккупации Италией Триполи в 1911 году вспыхнуло восстание в стране во главе с национальным героем Ливии Омаром Мухтаром. Для подавления восстания Бенито Муссолини направил Родольфо Грациани, который возглавил вооружённые силы Италии в Ливии. Партизаны развернули борьбу в Джебель-Ахдаре в Киренаики, сопротивление продолжалось до 1931 года, в некоторых регионах — до 1935. С целью подавления восстания итальянцы в Ливии создали концентрационные лагеря, в которых держали в общей сложности 125 000 человек, главным образом мужчин, которые могли сотрудничать с партизанами. Несмотря на партизанскую войну в стране, продолжалась политика переселения итальянцев: в начале 1940-х годов в Ливии было уже около 110 000 итальянцев, которые составляли 12 % от общей численности населения. В 1939 году ливийским арабам было предоставлено специальное (ограниченное) итальянское гражданство. 1 марта 1940 колониальные власти сформировали 1-ю и 2-ю Ливийские дивизии. В этих дивизиях офицерами были итальянцы, а нижние чины составляли ливийцы.
Во время Второй мировой войны Ливия стала местом сражений между войсками Союзников и странами Оси.  В 1943 году итальянцы вынуждены были покинуть свою колонию после поражения от англо-американских войск в Североафриканской кампании.
После войны Италия отказалась от прав на Ливию, которая во время войны попала под управление Великобритании (Триполитания и Киренаика) и Франции (Феццан).
В 1951 году по решению ООН Ливия стала независимой страной во главе с королём Идрисом I (имя, которое принял Мухаммед Идрис аль-Махди ас-Сенуси).